# Yes, Summerdays
«Yes, Summerdays» es el sexto sencillo de la banda japonesa GLAY. Salió a la venta el 9 de agosto de 1995.

## Canciones
1. «Yes, Summerdays»
2. «INNOCENCE»
3. «Yes, Summerdays» Original Karaoke